# 尼德富訥圖爾姆峰
46°59′59″N 9°00′46″E / 46.9997°N 9.01273°E

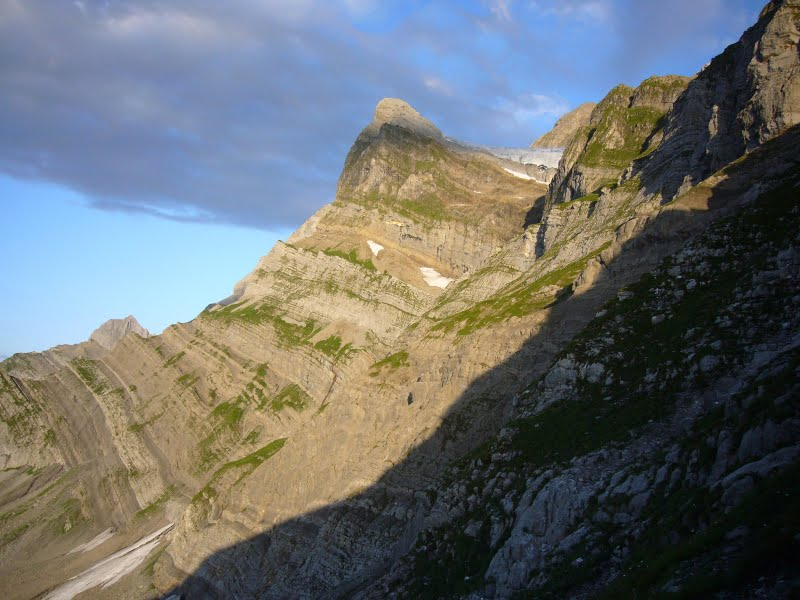

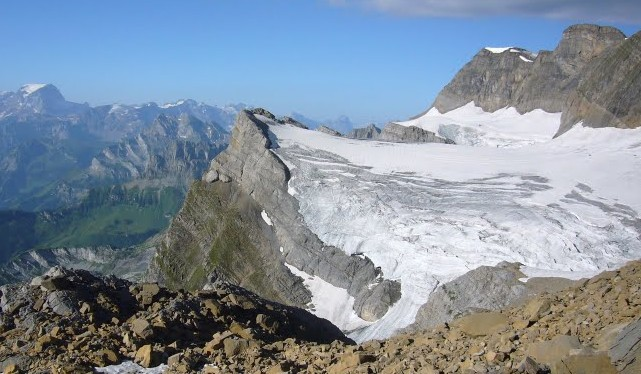

尼德富訥圖爾姆峰（Nidfurner Turm），是瑞士的山峰，位於該國中東部，由格拉魯斯州負責管轄，屬於格拉魯斯山的一部分，海拔高度2,661米，每年平均降雨量1,929毫米。